# Острорылый скат
Острорылый скат (лат. Dipturus laevis) — вид хрящевых рыб из семейства ромбовых скатов отряда скатообразных. Обитают в умеренных водах центрально-западной и северо-западной частей Атлантического океана между 51° с. ш. и 33° с. ш и между 84° з. д. и 42° з. д. Встречаются на глубине до 750 м. Их крупные, уплощённые грудные плавники образуют диск в виде ромба со удлинённым и заострённым рылом. Максимальная зарегистрированная длина 152 см. Откладывают яйца. Не являются объектом целевого промысла.

## Таксономия
Впервые вид был научно описан в 1818 году как Raja laevis. Видовой эпитет происходит от слова др.-греч. λείος — «гладкий».

## Ареал
Эти демерсальные скаты обитают у восточного побережья Канады и США. Встречаются вдоль на континентальном шельфе и в верхней части материкового склона от зоны прибоя до 750 м, в основном не глубже 150 м, при температуре от 0,4 до 20 ºC.

## Описание
Широкие и плоские грудные плавники этих скатов образуют ромбический диск с округлым рылом и закруглёнными краями. На вентральной стороне диска расположены 5 жаберных щелей, ноздри и рот. На длинном хвосте имеются латеральные складки. У этих скатов 2 редуцированных спинных плавника и редуцированный хвостовой плавник. Срединный ряд шипов на диске отсутствует. Передний край диска вогнут. Вдоль хвоста пролегают 3 ряда шипов (один посередине и два по бокам). Спинные плавники расположены близко друг к другу. Дорсальная поверхность диска коричневатого цвета с многочисленными тёмными пятнышками, вентральная поверхность белая, покрыта серыми отметинами неправильной формы. На затылочной области расположены слизистые поры.
Максимальная зарегистрированная длина 152 см, а масса 18 кг.

## Биология
Подобно прочим ромбовым эти скаты откладывают яйца, заключённые в жёсткую роговую капсулу с выступами на концах. Эмбрионы питаются исключительно желтком. Самцы и самки становятся половозрелыми при достижении длины 112 см и 115 см в возрасте 10—14 лет. Самки откладывают в год до 47 яиц. Рацион состоит из двустворчатых моллюсков, кальмаров, крабов, омаров, креветок, червей и рыб. На этих скатах паразитируют цестоды Acanthobothrium coronatum, Grillotia erinaceus, Phyllobothrium dagnallium, трематоды Hemiurus levinseni, Pseudanisakis rotundata и равноногие Natatolana borealis.

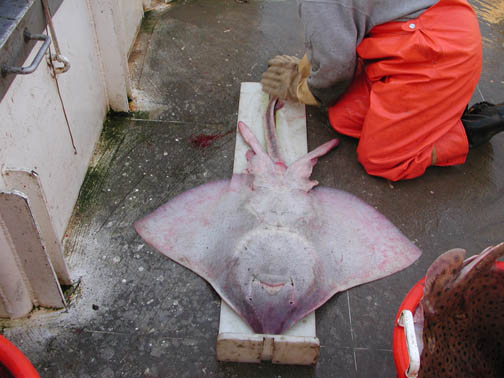
Эти скаты попадаются в качестве прилова

## Взаимодействие с человеком
Эти скаты не являются объектом целевого промысла, однако попадаются в качестве прилова. В водах США за период с 1960 по 1990 года численность этого вида в уловах на глубине до 400 м сократилась на 96—99 %. Международный союз охраны природы присвоих виду охранный статус «Уязвимый».